# Ubaldo Terzani Horror Show
Ubaldo Terzani Horror Show è un film horror italiano del 2011 diretto da Gabriele Albanesi, con Paolo Sassanelli, Giuseppe Soleri e Laura Gigante.
Il titolo del film è un omaggio a Ubaldo Terzano, storico operatore di macchina e direttore della fotografia del cinema italiano.
E' girato prevalentemente a Torino e si avvale del sostegno della Film Commission Torino Piemonte.

## Trama
Il giovane regista Alessio Rinaldi riceve l'incarico di scrivere il suo primo film insieme al noto scrittore horror Ubaldo Terzani, famoso per l'estremo realismo dei suoi romanzi. Durante il soggiorno a casa del noto scrittore, il regista scopre progressivamente il lato oscuro di Ubaldo Terzani, ovvero il motivo per cui i suoi romanzi spaventano realmente.

## Accoglienza
Il film viene definito dalla rivista americana Dread Central come "uno dei migliori horror dell'anno". 
Vince il premio speciale della Giuria al Fantaspoa per il "miglior bagno di sangue".
Il film è vietato ai minori di 14 anni.